# Urmas Paet

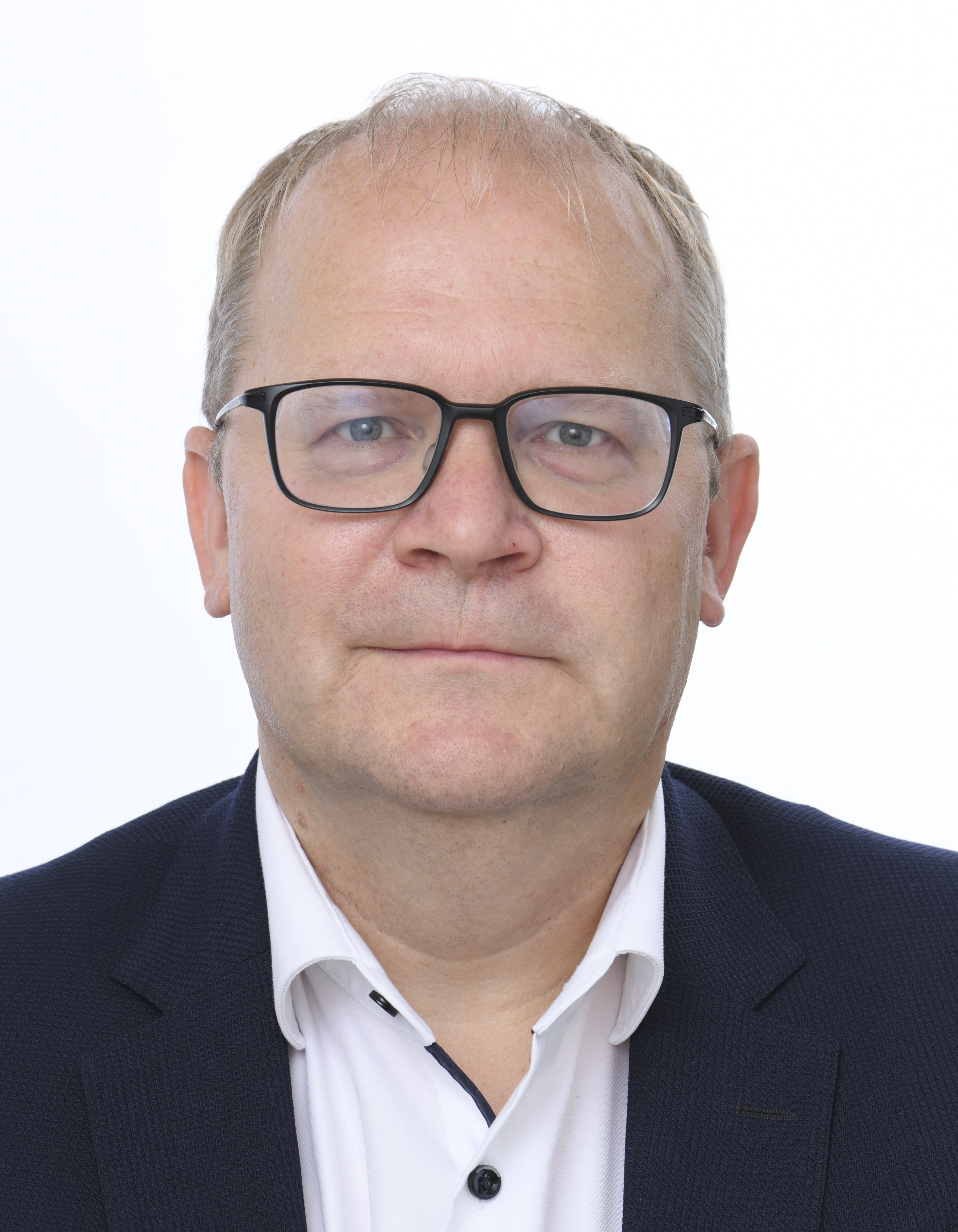
Urmas Paet (2024)

Urmas Paet (* 20. April 1974 in Tallinn) ist ein estnischer Politiker. Er war von April 2005 bis November 2014 Außenminister der Republik Estland. Paet gehört der  liberalen Reformpartei (Reformierakond) an.

## Leben und Politik
Urmas Paet studierte bis 1996 Politikwissenschaft an der Universität Tartu. Von Mai 1991 bis September 1994 war er Redakteur beim öffentlichen-rechtlichen Sender Eesti Raadio, bevor er von 1994 bis 1999 als Journalist bei der estnischen Tageszeitung Postimees arbeitete. Von 1999 bis 2003 war er Bürgermeister des Tallinner Stadtteils Nõmme. Von April 2003 bis April 2004 war Paet Kulturminister der Republik Estland in der Regierung von Ministerpräsident Juhan Parts.
Am 13. April 2005 wurde er in der Regierung von Ministerpräsident Andrus Ansip als Außenminister der Republik Estland vereidigt. Dasselbe Amt hatte er von März bis November 2014 in der sozialliberalen Koalitionsregierung unter Ministerpräsident Taavi Rõivas inne. Paet war damit der bislang am längsten amtierende Außenminister der Republik Estland seit der Unabhängigkeitserklärung 1918.
Seit November 2014 ist Urmas Paet Abgeordneter der Reformpartei im Europäischen Parlament. Er folgte auf den früheren Ministerpräsidenten Andrus Ansip nach, der in die Europäische Kommission wechselte.

## Privatleben
Urmas Paet ist verheiratet mit der estnischen Philologin Tiina Paet und hat zwei Töchter. Neben seiner Muttersprache Estnisch spricht Urmas Paet auch Finnisch, Russisch, Deutsch und Englisch.